# Jahłusz
Jahłusz (ukr. Яглуш;  1946–1993 Honczariwka)  – wieś na Ukrainie, w obwodzie iwanofrankiwskim, w rejonie rohatyńskim.
Wieś Jachlusz, własność Herburtów w połowie XVI wieku, położona była w powiecie lwowskim ziemi lwowskiej